# 張四明
張四明（？—？），號嶽觀，河南开封府延津縣人，明朝地方政府官員。

## 生平
万历四十年（1612年）壬子科河南乡试举人，四十一年（1613年）联捷癸丑科進士，工部觀政，四十二年授屯留知縣，四十四年調任山西阳城县知县，四十七年升南京工部营缮司主事，天啓二年考察去職。五年起为北國子監助教，六年升户部主事，管旧太仓，升员外郎，养病。

## 家族
曾祖张相。祖父张義。父张化。